# Duhri
Duhri es un pueblo ubicado en el municipio de Kiseljak, en el cantón de Bosnia Central, Bosnia y Herzegovina.

## Superficie
Cuenta con una superficie de 0,91 kilómetros cuadrados.

## Demografía
Hasta 2013 la población era de 300 habitantes, con una densidad de población de 330,8 habitantes por kilómetro cuadrado.